# علي الغول
علي الغول فنان تشكيلي فلسطيني (مواليد سلوان، القدس عام 1938). درس في القدس وبعقوبة في العراق وفي عمّان. تخرَّج في كلية الهندسة المعمارية في فلورنسا. عُرضت أعماله في كل من بعقوبة سنة 1951، والقدس سنة 1955 والكويت سنة 1958 – 1967 ، وفلورنسا 64 ، 67 ، 69 ، 70 ، 1971 ، وفي روما سنة 67 ، 1968، وفي عمّان 1967 ، 1971 ، 1972 ، 1974 . وأقام ثلاثة عشر معرضاً شخصياً. وشارك في أكثر من ستين معرضاً جماعياً في البلدان العربية والأوروبية. حصل على جائزة كلوب اتيكودي – روما 1968. وجائزة بلدية فلورنسا، وتتلمذ على يد الفنان اللبناني عارف الريس ، أثناء إقامته في فلورنسا . حصل على درجة الدكتوراه عام 1983 من بريطانيا. وهو ذو اتّجاه هندسي صوفي في الحروفية  يتقن التفاعل مع السطوح والألوان.